# 한국의 플로렌스 나이팅게일 기장 수상자 목록
한국의 플로렌스 나이팅게일 기장 수상자 목록은 다음과 같다.

## 대한민국
- 1957년
  - 이효정(Mrs. Hyo Chung Lee) : 대한민국 첫 수상자
- 1959년 
  - 이금전
- 1961년
  - 최신은
  - 김영진
- 1963년
  - 원이길
- 1965년
  - 김정선
  - 노보신
- 1967년 
  - 김을란
  - 안귀분
- 1969년 
  - 권석혜
  - 유순한
- 1971년 
  - 홍신영
  - 손옥순
- 1973년
  - 이귀향
  - 김순봉
  - 이금봉
- 1975년
  - 김복음
  - 매혜영
  - 유성순
- 1977년
  - 이영복
- 1979년
  - 김암녀
- 1981년
  - 이성옥
- 1983년
  - 전산초
  - 전금자
- 1985년
  - 홍영숙
  - 이옥영
- 1987년
  - 최금자
  - 공순구
  - 조애형
- 1989년
  - 김금련
  - 박두련
  - 이춘애
- 1991년
  - 박명자
- 1993년
  - 최명희
  - 홍정혜
- 1995년
  - 박현권
- 1997년
  - 김경숙
- 1999년
  - 하영수 : 이화여자대학교 간호학과 교수
  - 박경자
- 2001년
  - 김모임
- 2003년
  - 박경옥
  - 최징자
- 2005년
  - 안상정
  - 이화자
  - 전정희
- 2007년
  - 김수지
  - 도복늠
  - 윤종필
- 2009년
  - 최영희
- 2011년
  - 최미자
  - 이명희
- 2013년[2]
  - 백영심
  - 남상옥
- 2015년[3]
  - 이옥란
  - 김용순
- 2017년
  - 김조자
  - 이애주
- 2019년
  - 수상자 없음
- 2021년
  - 명예국민 밖에 없음

## 조선민주주의인민공화국
- 국신복(Sister Kuk Sin-bok) : 1957년 수상
- 리명우( Sister Li Myong-oo): 1957년 수상

## 기타
- 마리아네 슈퇴거 : 대한민국 명예국민